# Tellina fabula
Tellina fabula eller Fabulina fabula är en musselart som beskrevs av Gmelin 1791. Den ingår i familjen Tellinidae. Arten är reproducerande i Sverige.